# Image Comparer
Image Comparer — условно-бесплатная утилита для осуществления поиска дубликатов среди графических файлов в системе по различным параметрам.

## Описание
Утилита Image Comparer предназначена для поиска идентичных изображений на локальном компьютере пользователя.
Благодаря встроенному алгоритму сравнения, определяет схожесть изображений по различным параметрам, в числе которых определение по разрешению пикселей, степени сжатия, цветовым оттенкам, глубине цвета и наоборот, если одинаковые изображения будут иметь совершенно разные расширение имени файла, разрешение пикселей, цветовую гамму и так далее. Параметры схожести при поиске, можно оперативно настраивать в опциях Image Comparer.
Утилита позволяет искать как абсолютно точные копии изображений, так и слегка отличающиеся друг от друга. Поддерживает обработку большого количества графических форматов, в числе которых PCX, RAW, ICO, JPEG, CUR, BMP, GIF, PNG, TIFF, TGA и многие другие.
Image Comparer обладает высокой скоростью загрузки и в считанные секунды производит анализ файлов. По завершении операции выводит список, состоящий из пар изображений и подсвечивает найденные различия в нём; показывает процент схожести; отображает размер, который будет освобождён после удаления копии файла.